# Verziere
Il Verziere (verzee in dialetto milanese, ovvero "mercato agricolo") è lo spiazzo che collega largo Augusto con via Verziere a Milano, che prende il nome dall'antica denominazione popolare dell'area dove dalla seconda metà del XVIII secolo al 1911 si è tenuto il mercato della frutta e verdura della città.

## Storia

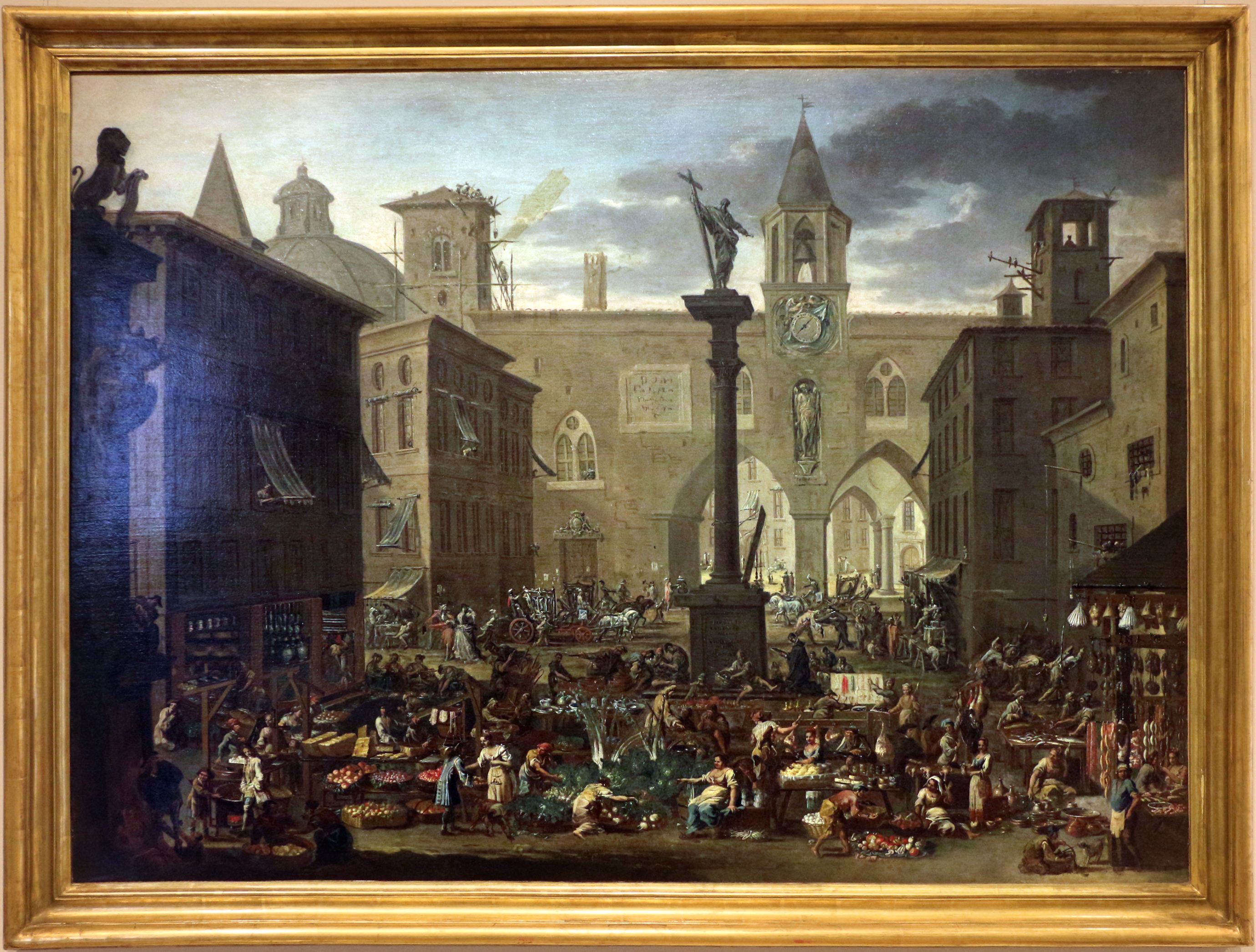
Il mercato del verziere nel 1733

In età longobarda l'area su cui ora sorge il Verziere era nota con il toponimo di "rauda" (terra da bonificare). Già prima del IX secolo era noto come Viridarium che mutò in Verzarium per poi assumere il nome attuale. Nel 1580 venne costruito un monumento votivo, noto oggi come Colonna del Verziere, quale ex voto per la cessazione dell'epidemia di peste del 1577, che fu completato nel 1673 con la collocazione della statua di Cristo Redentore che lo sovrasta. La statua fu scolpita da Giuseppe e Gian Battista Vismara su disegno di Francesco Maria Richini.
Nel 1776 il mercato ortofrutticolo di Milano, che era originariamente situato presso l'attuale piazza Fontana, di fronte all'Arcivescovado, venne spostato, prima nella vicina piazza Santo Stefano e poco dopo proprio attorno alla colonna. Nel 1911 il mercato venne di nuovo spostato più a est, oltre Porta Vittoria presso l'attuale largo Marinai d'Italia, ma la piazza continuò ad essere chiamata Verziere.
Nel 1966 vi venne inaugurato, ad opera dello scultore Ivo Soli, il monumento a Carlo Porta che aveva scritto nel 1814 La Ninetta del Verzee, uno dei suoi componimenti poetici più significativi che ha come protagonista proprio una venditrice del Verziere.

## Galleria d'immagini

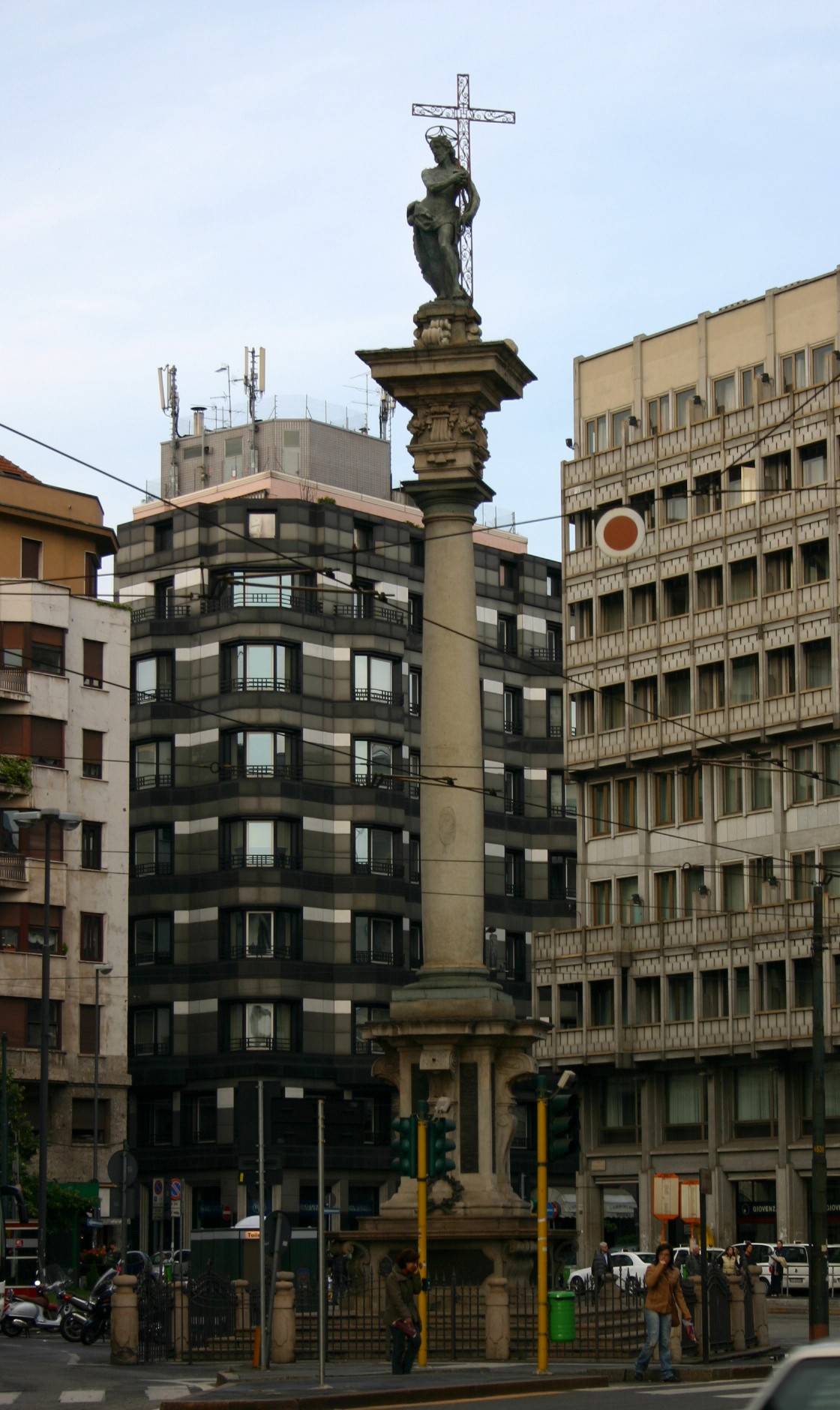
La colonna del Verziere
Via Verziere negli anni venti del XX secolo
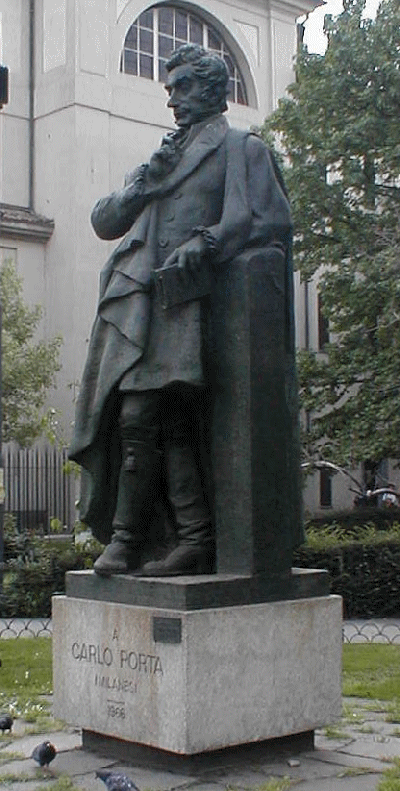
Monumento a Carlo Porta di Ivo Soli

## Trasporti
- Duomo